# 홍콩 디즈니랜드 리조트

홍콩 디즈니랜드 리조트의 로고

홍콩 디즈니랜드 리조트(중국어: 香港迪士尼度假區, Hong Kong Disneyland Resort)는 중국 홍콩에 있는 디즈니랜드 리조트로, 2005년 9월 12일에 월트 디즈니사와 홍콩 정부의 합작으로 지어져 정식 개장했다. 1개의 홍콩 디즈니랜드 테마파크와 3개의 호텔, 주변 시설들로 이루어져 있다.
홍콩 디즈니랜드는 중화인민공화국 홍콩에 있는 디즈니 파크다. 2005년 9월 홍콩 국제공항 인근인 란터우 섬 북부에 개장하였다.
홍콩 디즈니랜드는 1983년 일본 도쿄, 1992년 프랑스 파리에 문을 연 데 이어, 2005년 9월 11번째로 개장한 디즈니랜드다.
홍콩 디즈니랜드 테마 파크에는 토이스토리 랜드를 비롯해 디즈니의 온 퍼레이드가 펼쳐진 메인 스트리트 U.S.A, 스릴을 즐길 수 있는 어드벤처 랜드,
디즈니 동화의 나라를 구현한 판타지 랜드, 공상과학과 우주탐험을 즐길 수 있는 투모로우 랜드, 미스틱 포인트, 그리즐리 걸치 등 7가지 테마로 구성되어 있다.
그리고 마블 시리즈를 테마로 한 '아이언맨 익스피어리언스'와 아시아 유일의 토이스토리 랜드 그리고 전 세계 중 유일하게 홍콩에만 있는 미스틱 포인트는
홍콩 디즈니랜드에서 꼭 경험해 봐야 하는 어트랙션 중 하나다.
그리고 홍콩 디즈니랜드는 신규 마블 어트랙션인 '앤트맨과 와스프: 나노배틀!(Ant-Man and The Wasp:Nano Battle!)'을 공개했다.
홍콩 디즈니랜드가 확장 계획을 세우고 있는데, 확장 계획에 따라 새롭게 선보이는 어트랙션으로, 2019년 공식 오픈 예정이라고 한다.
홍콩 디즈니랜드엔 '패스트 패스'라는 시스템이 있는데, 빠르게 입장해 줄 서는 시간을 아껴 놀이시설을 보다 더 많이 즐길 수 있는 제도이다.
이용하고자 하는 놀이시설의 패스트 패스 기계에 입장권을 넣으면 이용 가능한 시간이 지정되므로 힘들게 줄을 서기보다 빠르고 편하게 놀이기구를 이용할 수 있다.
또한 홍콩 디즈니랜드는 홍콩 국제공항 인근에 자리하고 있어 교통이 매우 편리한데, 홍콩 디즈니랜드의 정확한 주소는 Hong Kong Disneyland, Penny Bay, Lantau Island, Hong Kong이다.
홍콩 디즈니랜드의 전화번호는 +852 3550 3388이며, 오픈 시간은 10:00-21:00분이다. 가는 방법으로는 MTR 서니베이 역에서 하차 후 전용선인 디즈니랜드 리조트 라인으로 환승하면 된다.
또한 만 3세 미만은 무료 입장이다.
또 홍콩 디즈니랜드는 2018년 5월 한국인을 위한 국문 웹사이트를 열어 한국인 관람객이 보다 편하게 홍콩 디즈니랜드에 방문할 수 있도록 돕고 있다.

## 같이 보기
- 테마파크
- 디즈니 랜드